# Sascha Eibisch
Sascha Eibisch (* 2. April 1978) ist ein deutscher Musiker, Schauspieler, Autor, Produzent, Moderator und Künstlermanager.

## Leben
Sascha Eibisch hatte Ende der 1980er Jahre zusammen mit zwei Mitgliedern der Pop-Gruppe The Winners erste musikalische Veröffentlichungen. 1992 zog er sich weitgehend aus dem Musikgeschäft zurück. Ende der 1990er Jahre begann Sascha Eibisch Laientheater zu spielen. Nach einer privaten Ausbildung stand er anschließend auf verschiedenen Bühnen wie der Luisenburg Wunsiedel, der Operettenbühne Bayreuth oder der Naturbühne Trebgast. Gelegentlich tritt er mit seiner Kabaretttruppe Frankenpodium als Schauspieler auf.
Anfang der 2000er Jahre begann er wieder für Künstler Lieder zu schreiben. Als aktiver Musiker kehrte er 2009 als Keyboarder der bayerischen Mundartband Relax  zurück. Er ist auch als Komponist, Texter oder teilweise Produzent für verschiedene Künstler wie Manuela Denz, Michaela Heigenhauser oder The Winners tätig. Sascha Eibisch schreibt auch Drehbücher sowie Theaterstücke (u. a. für den Reinehr-Verlag), die in Deutschland, Österreich und Südtirol aufgeführt werden.
Ab Mitte der 2000er Jahre war Sascha Eibisch als Promoter für Chris Wolff und Chris Roberts tätig. Seit 2010 vertritt er das Exclusiv-Management der Band Relax, seit 2011 das Management von The Winners. 2013 verhalf er Ex-Smokie Alan Silson zum Comeback.
Im April 2013 saß Sascha Eibisch in der Jury zum deutschen Vorentscheid sowie im Oktober 2013 in der Jury zum internationalen Finale des Alpen-Grand-Prix der Volksmusik.
Sascha Eibisch ist für die Besetzung verschiedener Showformate wie Grüezi mitenand, Startreff oder Wenn die Musi kommt verantwortlich. 2014 produzierte er seinen ersten eigenständigen Film mit dem Titel Auf nach....Ellmau, eine Mischung aus Reisedokumentation und Musikfilm, bei dem Tom Mandl, Lena Valaitis und Peter Kent mitwirkten. Mit wechselnden Protagonisten gab es im Jahr 2015 zwei neue Produktionen. Im Jahr 2017 produzierte er zusammen mit der Sängerin Deborah Sasson und dem Medientechniker Christian Bär die Musicals Der kleine Prinz und Das Phantom der Oper für das deutsche Fernsehen.
Seit 2016 ist Sascha Eibisch Moderator des TV-Magazines Hautnah Boulevard, dass einmal monatlich in Deutschland, der Schweiz und in Luxemburg ausgestrahlt wird. Bei dem Nordbayrischen Rundfunksender Extra-Radio moderiert er werktags den Feierabend von 16:00–18:00 Uhr.

## Filmografie
- 2004: Da wo die Herzen schlagen
- 2010: Legends Of Brothers
- 2014: Auf nach....Ellmau
- 2015: Project KITT

## Rollen am Theater
- 2002: Rumpelstilzchen (Rolle: Bote)
- 2003: Die drei Musketiere (Rolle: Herzog Buckingham)
- 2003: My fair Lady
- 2004: Tod eines Handlungsreisenden (Rolle: Biff Loman)[8]
- 2005: Der eingebildete Kranke (Rolle: Thomas Diafoirus)
- 2005: Immer wieder nachts um 4 (Rolle: Frank)

## Verfasste Theaterstücke
- Eine zweifelhafte Managerin[9]
- Oma ist die Beste
- Die Millionenerbin
- Der Onkel aus Amerika
- Ein Zimmer zuviel
- Ein total verrückter Umzug

## Diskografie als Musiker, Komponist und/oder Texter
- 2010: Relax - Album: Immer sche relaxed bleim
- 2010: Michaela Heigenhauser – Sommer am See
- 2011: Manuela Denz – Irridirridido
- 2011: Manuela Denz – Mei Wunschzettl
- 2011: Relax - Du bist schuld daran
- 2012: 2Winners – Album: Yes we can
- 2012: Relax - Yo Ho Ho
- 2013: 2Winners - Weihnacht auf Gran Canaria
- 2014: Yvonne Koch - Album: Tausend Gründe
- 2015: Willi Seitz - Ruck doch a bisserl her zu mir
- 2015: Relax - Album: Nur dei Herzklopf´n hör´n
- 2016: Relax - Bye Bye Baby
- 2016: Willi Seitz - Aus dieser Frau werd ich nicht schlau
- 2017: Manuela Denz - I woas seiba was i wui